# Donnersbach
Donnersbach är en ort i kommunen Irdning-Donnersbachtal i distriktet Liezen i förbundslandet Steiermark i Österrike. Donnersbach var tidigare en självständig kommun, men slogs den 1 januari 2015 samman med kommunerna Irdning och Donnersbachwald till den nya kommunen Irdning-Donnersbachtal.
Den tidigare kommunen bestod av åtta orter (Ortschaften) (inom parentes invånarantal 1 januari 2024):

- Donnersbach (282)
- Erlsberg (343)
- Fuchsberg (21)
- Furrach (40)
- Ilgenberg (132)
- Planneralm (8)
- Ritzenberg (49)
- Winklern (137)